# اندری مالشوسکی
اندری مالشوسکی (انگلیسی: Andriy Malchevsky؛ زادهٔ ۱ دسامبر ۱۹۶۸) بازیکن فوتبال اهل اتحاد جماهیر شوروی سوسیالیستی است.